# Acko Ankarberg Johansson
AnnCharlotte Acko Linnea Cecilia Ankarberg Johansson (ur. 29 października 1964 w gminie Jönköping) – szwedzka polityk, działaczka Chrześcijańskich Demokratów, posłanka do Riksdagu, od 2022 minister zdrowia.

## Życiorys
Kształciła się w zakresie nauk społecznych w Jönköping. Pracowała jako nauczycielka muzyki w szkole podstawowej, w stowarzyszeniu badawczym KFUK-KFUM, a także w rodzinnym przedsiębiorstwie pogrzebowym. Zaangażowała się w działalność polityczną w ramach Chrześcijańskich Demokratów, w 1999 weszła w skład zarządu tego ugrupowania. W latach 1999–2010 zasiadała w radzie gminy Jönköping, od 2006 do 2010 zajmowała stanowisko burmistrza. W 2010 powołana na funkcję partyjnego sekretarza Chrześcijańskich Demokratów, którą pełniła do 2018.
W tymże roku po raz pierwszy uzyskała mandat deputowanej do Riksdagu. Z powodzeniem ubiegała się o reelekcję w wyborach w 2022.
W październiku 2022 objęła urząd ministra zdrowia w nowo powołanym rządzie Ulfa Kristerssona.